# Ada Yonath
Ada Yonath (ebraică: עדה יונת), (n. 22 iunie 1939, Ierusalim, Palestina sub mandat britanic) este biochimistă israeliană, directoarea centrului de studiu al structurilor si asamblărilor biomoleculare de la Institutul de știință Weizmann din Rehovot, unde a fondat cel dintâi laborator de cristalografie,laureată a Premiului Nobel pentru Chimie în 2009, pentru „studii ale structurii și funcțiilor ribozomului”, împreună cu Thomas A. Steitz și Venkatraman Ramakrishnan.

## Biografie
Ada Yonat s-a născut în cartierul Geula din Ierusalim la 22 iunie 1939 în familia unui rabin evreu imigrat din Polonia și care împreună cu soția a deschis, pentru a se întreține, o mică băcănie în vecinătate. Familia a trăit în condiții destul de precare într-o locuință pe care a împărtășit-o cu familiile  surorilor mamei.  
Una din verișoarele sale este Ruhama Marton, psihiatră israeliană cunoscută ca activistă pentru drepturile omului, mai ales în sectorul arab palestinian. 
După moartea prematură a tatălui ei la vârsta de 42 ani, în anul 1949, Ada, rămânând orfană împreună cu sora ei Nurit, s-au mutat cu mama lor la Tel Aviv.
Încă din copilărie a arătat curiozitate pentru fenomenele naturii și a efectuat diverse experimente în balconul locuinței familiale.   
Primii ani de învățătură la Ierusalim i-a făcut într-o școală din cartierul aristocratic Beit Hakerem. La Tel Aviv unde mama ei a găsit de lucru ca funcționară la Ministerul de finanțe, cu prețul unor mari eforturi financiare Ada a fost înscrisă la liceul Tihon hadash. Apreciată fiind de către profesori și de direcțiunea școlii, Ada a beneficiat de o bursă.
După serviciul militar, s-a întors la Ierusalim pentru a studia la Universitatea Ebraică. A terminat acolo licența în chimie și apoi masteratul în biofizică.